# JAC T6
T6 é um SUV compacto produzido pela JAC Motors.